# Menumorut

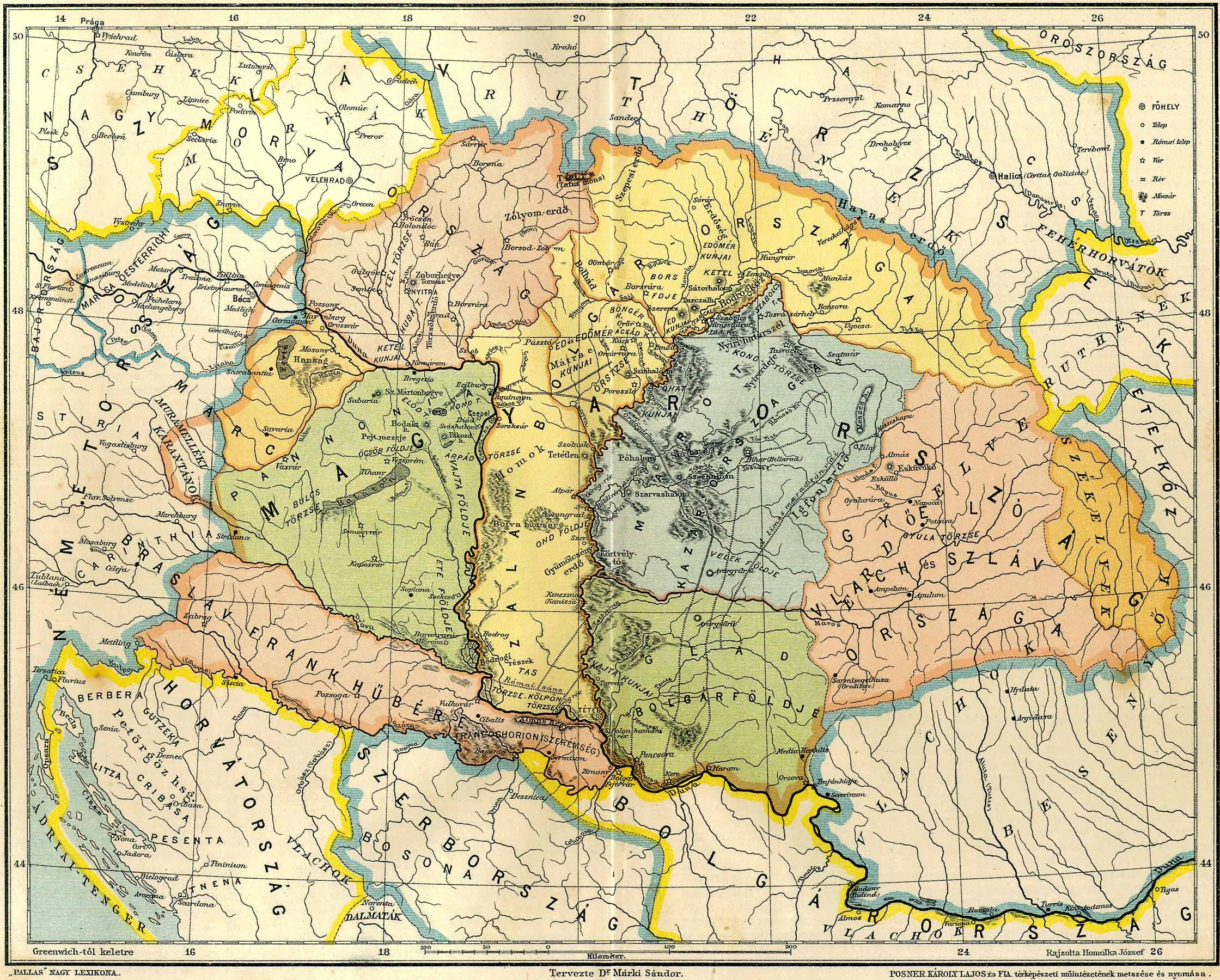
Voivodato (Ducado) de Menumorut.

Menumorut o Menumorout (en búlgaro: Меноморут, húngaro: Ménmarót, rumano: Menumorut) gobernaba, según la crónica Gesta Hungarorum del siglo XIII, los territorios entre los ríos Tisza, Mureş y Someş cuando los magiares invadieron la llanura Panónica alrededor de 895. El autor de la Gesta se refiere a él como nieto de Morout (búlgaro Mорут, húngaro: Marót, eslovaco: Moravec) del que se dice que ocupó los territorios que gobernaría su nieto.  El nombre de Menumorut se compone de dos partes: la primera, menu, podría tener origen húngaro, significando "semental" (como el propio Anonymus, el autor de la Gesta sugiere) o del búlgaro-túrquico men, que significa "gran"; la segunda parte, morut, es en antiguo húngaro la denominación de los habitantes de la Gran Moravia. De acuerdo al autor de la Gesta, su tierra estaba habitada por una nación llamada Cozar, pero la Gesta también indica la presencia de székelys.

## Menumorut en laGesta Ungarorum
El autor de la Gesta menciona que era vasallo del emperador de Bizancio.

(…) El duque Morout, cuyo nieto es llamado por los húngaros Menumorut, porque tenía concubinas, había tomado posesión de las tierras entre el Tisza y los bosques de Igyfon, que va hacia Transilvania, desde el río Mureş hasta el Someş, yq que las gentes llamadas Cozar habitan esa tierra. (…)
Capítulo 1 de las Gestas de los Húngaros - De las ciudades de Lodomer y Galicia

(...) El duque Menumorout les recibió /Ősbő y Velek, los enviados de Árpád, el Gran príncipe de los Húngaros/ amablemente y , enriquecidos con diversos regalos, les envió a casa. Sin embargo, replicó diciendo: "Decidle a Árpád, duque de Hungría, vuestro señor, que le tenemos por amigo en todos los asuntos que sea necesario porque un invitado es un ser humano y le es debido. Pero la tierra que pretende de nuestra gracia jamás se la rendiremos mientras vivamos. (...) Ni por afinidad ni por miedo le daremos tierra, ni siquiera tan poca que le cupiera en el puño, ni aunque diga que tiene derecho. Y sus palabras no intranquilizaran nuestros pensamientos cuando nos habla de que desciende de la estirpe del rey Atila, al que se llama el azote de Dios, que capturó estas tierras con violencia hacia mis antepasados, por la gracia del emperador de Constantinopla nadie puede arrebatarla de mis manos." Y habiendo dicho esto, les permitió retirarse.
Capítulo 20 de la Gesta Hungarorum - Como fueron enviados contra Bihar

La Gesta relata que Menumorut cedió ante Árpád después de que los magiares le expulsaran de la fortaleza de Biharia. El hijo de Árpád, Zoltán se casó con la hija de Menumorut, heredando así las tierras de su suegro tras su muerte.

(…) Ősbő y Velek, los enviados del duque Árpád, volvieron rápidamente con su señor y, al llegar, le informaron a su señor, el duque Árpád, del mensaje de Menumorut. Al escucharles, Árpád y sus nobles se enfurecieron y enviaron un ejército contra él. (...) El segundo día, empezaron a cabalgar a lo largo del Tisza hacia el Szamos, acampando en el lugar en el que hoy se encuentra Szabolcs, y en ese lugar casi todos los habitantes de la región se le rindieron, poniéndose a sus pies, y dando sus hijos como rehenes de que no sufrirían ningún daño. Casi todos los pueblos les temieron y sólo algunos consiguieron escapar de ellos, y llegándose a Menumorut, le anunciaron lo que los magiares habían hecho. Al enterarse, un gran miedo embargó a Menumorut, que no se atrevió a levantar su mano, porque todos los habitantes les temían más de lo que puede ser dicho (...)
Capítulo 20 de la Gesta Hungarorum - Como fueron enviados contra Bihar

Tas y Szabolcs, con la victoria ganada, volvieron con el duque Árpád, subyugando a los pueblos desde el río Szamos hasta el río Körös, y ninguno se atrevió a levantar su mano contra ellos. Y menumorut, su duque, prefirió escapar a Grecia que proceder contra ellos. (…)
Capítulo 28 de la Gesta Hungarorum - Sobre el duque Menomorout

(...) El duque Árpád y sus nobles enviaron por acuerdo un ejército contra Menumorout, duque de Bihar, ejército del que serían líderes Ősbő y Velek. Estos, habiendo cruzado la arena y la corriente del Tisza, a la altura del puerto de Bőd, y, continuando, acamparon a orillas del río Kórógy, y todos los Székelys, que habían sido previamente las gentes del rey Atila, habiendo oído hablar de la fama de Ősbő, vinieron a pedirle la paz y le ofrecieron sus hijos como rehenes con diversos regalos, ofreciéndose a luchar también en la vanguardia del ejército de Ősbő, y enviaron a los hijos de los Székelys al duque Árpád, y, con los Székelys al frente cabalgaron contra Menumorout. (...)
Capítulo 50 de la Gesta Hungarorum - De la destrucción de Panonia.

Cuando Menumorout escuchó que Ősbő y Velek, los guerreros más nobles del duque Árpád venían contra él con una fuerte tropa, con Székelys en la vanguardia, se amedrentó en demasía y no se atreviò a enfrentarse a ellos(…). Entonces el duque Menumorout, que había dejado una hueste de guerreros en el castillo de Bihar, huyendo ante ellos, se encaminó con su mujer y su hija a las arboledas de Igyfon. Ősbő y Velek y su ejército entero alegremente cabalgaron contra el castillo de Bihar y acamparon al lado del Jószás. (…) El día decimotercero, cuando los húngaros y Székelys habían ya llenado el foso del castillo, intentaron apoyar escalas contra el muro, y los guerreros del duque Menumorout pidieron entablar negociaciones de rendición con los dos jefes del ejército, y, habiendo abierto el castillo, acudieron ante Ősbő y Velek, suplicándoles con los pies descalzos. Asignándoles una guardia, Ősbő y Velek entraron en el castillo de Bihar y allí encontraron los muchos bienes de los guerreros. Cuando Menumorout se enteró por unos mensajeros que habían podido huir, se asustó muchó y envió mensajeros on diversos regalos a Ősbő y Velek y les pidió que le concedieran la paz y que enviaran delegados al duque Árpád para anunciarle que Menumorout, que había antes arrogantemente, con corazón búlgaro, enviado palabra por sus mensajeros al Duque Árpád rechazando darle un puñado de tierra, estaba ahora derrotado y desbancado, y no dudaba en dar, a través de los mismos mensajeros, sus reinos y su hija a Zolta, hijo de Árpád. (…) El duque Árpád, tras haber oído en consejo a sus nobles, aprobó el anuncio de MEnumorout y (...) no rechazó la petición de Menomorout y aceptó a la hija de Menumororut como esposa de Zolta, juntamente con el reino que le prometió, y, habiendo enviado delegados a  Ősbő y Velek, les instruyó en que una vez se hubiera celebrado la boda, deberían aceptar a la hija de Menumorout como mujer de su hijo, Zolta, y traer consigo a los hijos de los habitantes que estaban de rehenes, y darle Bihar al duque Menumorout.
Capítulo 51 de la Gesta Hungarorum - Del duque Menumororut

El segundo año tras todo esto, Menumorout murió sin hijo, y dejó todo su reino en paz a Zolta, su yerno.
Capítulo 52 de la Gesta Hungarorum - De Ősbő y Velek

## Controversia alrededor de su historia
Al no haber pruebas de que el anónimo escritor de la Gesta tuviera conocimiento real de las condiciones de la época entre el siglo IX y el X, podría haber usado su imaginación únicamente para describir los hechos de la conquista magiar (sus métodos son aquellos de los de un novelista histórico). Algunos historiadores asumen que revivió a los enemogos de los conquistadores sobre la base de los topónimos de la llanura Panónica. De este modo, el nombre de Menumorut podría derivar del antiguo pueblo de Márot o Marótlaka en Bihar.
Por otro lado, la Gesta Hungarorum es la crónica más antigua superviviente de Hungría, que fue escrita en algún momento después de 1196. Aunque la versión dada por el desconocido autor de la crónica contrasta con la de Simón de Kéza y otras crónicas, sería un error el tratar la Gesta como una falsificación, ya que nada indica que su autor tuviera ninguna razón para falsificar nada. Así, los historiadores rumanos suelen aceptar que Menumorout era el voivoda de Crişana, uno de los incipientes estados rumanos en el territorio de la actual Rumanía.